# Champions Trophy vrouwen 2009
De 17de editie van de Champions Trophy (hockey) werd gehouden in juli 2009 in Sydney, Australië
De deelnemers waren het gastland, de regerend olympisch kampioen (2008), de regerend wereldkampioen (2006) en de winnaar van de vorige Champions Trophy. De landen werden aangevuld met de beste overige landen van de afgelopen Olympische Spelen in Peking.
Argentinië verlengde zijn titel na winst in de finale tegen de Australische dames. De wedstrijd eindigde op 0-0, maar Argentinië won met 4-3 de strafballenreeks.

## Geplaatste teams
- Argentinië - geplaatst als titelverdediger
- Australië - geplaatst als gastland
- China - geplaatst als nr. 2 van de Olympische Spelen
- Duitsland - geplaatst als nr. 4 van de Olympische Spelen
- Engeland - Groot-Brittannië eindigde als nr. 6 op de Olympische Spelen
- Nederland - geplaatst als wereldkampioen en als olympisch kampioen

## Selecties

### Argentinië
Bondscoach: Carlos Retegui
1. Belén Succi (gk)
2. Delfina Merino
3. Rosario Luchetti
4. Alejandra Gulla
5. Luciana Aymar
6. Carla Dupuy
7. Soledad García
8. Carla Rebecchi
9. Rocio Ubeira

1. Maria Laura Aladro (gk)
2. Daniela Sruoga
3. Marine Russo
4. Mariela Scarone
5. Claudia Burkart
6. Silvina D'Elia
7. Giselle Kañevsky
8. Noel Barrionuevo
9. Josefina Sruoga

### Australië
Bondscoach: Frank Murray
1. Toni Cronk (gk)
2. Georgia Nanscawen
3. Sarah O'Connor
4. Casey Eastham
5. Alison Bruce
6. Megan Rivers
7. Ashleigh Nelson
8. Kate Hollywood
9. Madonna Blyth

1. Nicole Arrold
2. Fiona Johnson
3. Emily Hurtz
4. Stacia Joseph
5. Heather Langham
6. Airlie Ogilvie
7. Fiona Boyce
8. Rachael Lynch (gk)
9. Hope Munro

### China
Bondscoach: Kim Sang-Ryul
1. Ma Yibo
2. Li Xiuli
3. Li Shufang
4. Ma Wei
5. Sun Sinan
6. Liao Jiahui
7. Fu Baorong
8. Li Shuang
9. Gao Lihua

1. Zhou Wanfeng
2. Sun Zhen
3. Zhang Yimeng (GK)
4. Li Hongxia
5. Ren Ye
6. Xing Qian
7. Zhao Yudiao
8. Song Qingling
9. Li Donxiao (GK)

### Duitsland
Bondscoach: Michael Behrmann
1. Yvonne Frank (GK)
2. Tina Bachmann
3. Natascha Keller
4. Nina Hasselmann
5. Eileen Hoffmann
6. Lydia Haase
7. Katharina Otte
8. Fanny Rinne
9. Barbara Vogel (gk)

1. Anke Kühn
2. Jennifer Plass
3. Janine Beermann
4. Silja Lorenzen
5. Maike Stöckel
6. Janne Müeller-Wieland
7. Julia Müller
8. Lina Geyer
9. Julia Karwatzky

### Engeland
Bondscoach: Danny Kerry
1. Beth Storry (GK)
2. Natalie Seymour
3. Chloe Strong
4. Ashleigh Ball
5. Joanne Ellis
6. Helen Richardson
7. Susie Gilbert
8. Kate Walsh
9. Chloe Naomi Rogers

1. Kerry Williams
2. Alex Danson
3. Laura Unsworth
4. Rebecca Herbert
5. Katie Long
6. Sally Walton
7. Becky Duggan (GK)
8. Nicola White
9. Gemma Darrington

### Nederland
Bondscoach: Herman Kruis
1. Fieke Holman
2. Carlien Dirkse van den Heuvel
3. Claire Verhage
4. Marieke Mattheussens
5. Wieke Dijkstra
6. Maartje Goderie
7. Lidewij Welten
8. Minke Smeets-Smabers
9. Janneke Schopman

1. Maartje Paumen
2. Naomi van As
3. Ellen Hoog
4. Inge Vermeulen (gk)
5. Sophie Polkamp
6. Floortje Engels (gk)
7. Kim Lammers
8. Eva de Goede
9. Marilyn Agliotti

## Scheidsrechters
- Julie Ashton-Lucy
- Marelize de Klerk
- Christiane Hippler
- Lee Keum-Ju

- Lisette Klaassen
- Miao Lin
- Lisa Roach
- Wendy Stewart

## Wedstrijden
Alle tijden in lokale tijden (Midden-Europese Zomertijd (UTC+2))
| 11 juli 11:05                    |       |                           |                                                                 |
| Nederland                        | 2 – 2 | Engeland                  | Sydney Scheidsrechters: Miao Lin (CHN) Christiane Hippler (GER) |
| 59' Agliotti 1-2 70+' Paumen 2-2 |       | 15'Long 0-1 47'Danson 0-2 | Sydney Scheidsrechters: Miao Lin (CHN) Christiane Hippler (GER) |

| 11 juli 13:05 |       |                            |                                                               |
| Duitsland     | 0 – 2 | Australië                  | Sydney Scheidsrechters: Lee Keum-Ju (KOR) Wendy Stewart (CAN) |
|               |       | 36' Hurtz 0-1 43'Blyth 0-2 | Sydney Scheidsrechters: Lee Keum-Ju (KOR) Wendy Stewart (CAN) |

| 11 juli 15:05                     |       |                 |                                                                 |
| Argentinië                        | 2 – 1 | China           | Sydney Scheidsrechters: Lisa Roach (AUS) Lisette Klaassen (NED) |
| 45'Garcia 1-0 67' Barrionuevo 2-1 |       | 57' Ma Yibo 1-1 | Sydney Scheidsrechters: Lisa Roach (AUS) Lisette Klaassen (NED) |

| 12 juli 11:05 |       |                                               |                                                                    |
| Engeland      | 1 – 3 | Duitsland                                     | Sydney Scheidsrechters: Wendy Stewart (CAN) Lisette Klaassen (NED) |
|               |       | 25' Beermann 1-1 37' Rinne 2-1 43'Stöckel 3-1 | Sydney Scheidsrechters: Wendy Stewart (CAN) Lisette Klaassen (NED) |

| 12 juli 13:05 |       |               |                                                                |
| Australië     | 0 – 1 | Argentinië    | Sydney Scheidsrechters: Marelize de Klerk (RSA) Miao Lin (CHN) |
|               |       | 35'Sruoga 0-1 | Sydney Scheidsrechters: Marelize de Klerk (RSA) Miao Lin (CHN) |

| 12 juli 15:05 |       |                  |                                                                   |
| China         | 0 – 1 | Nederland        | Sydney Scheidsrechters: Julie Ashton-Lucy (AUS) Lee Keum-Ju (KOR) |
|               |       | 61' Agliotti 0-1 | Sydney Scheidsrechters: Julie Ashton-Lucy (AUS) Lee Keum-Ju (KOR) |

| 14 juli 18:05 |       |                  |                                                                  |
| Duitsland     | 0 – 1 | Nederland        | Sydney Scheidsrechters: Julie Ashton-Lucy (AUS) Lisa Roach (AUS) |
|               |       | 49' Schopman 0-1 | Sydney Scheidsrechters: Julie Ashton-Lucy (AUS) Lisa Roach (AUS) |

| 14 juli 20:05                 |       |                                           |                                                                      |
| Australië                     | 2 – 2 | China                                     | Sydney Scheidsrechters: Wendy Stewart (CAN) Christiane Hippler (GER) |
| 45' Nelson 1-0 57'Eastham 2-1 |       | 50' Song Qingling 1-1 65' Liao Jiahui 2-2 | Sydney Scheidsrechters: Wendy Stewart (CAN) Christiane Hippler (GER) |

| 15 juli 18:05                      |       |                                          |                                                                        |
| China                              | 2 – 3 | Duitsland                                | Sydney Scheidsrechters: Marelize de Klerk (RSA) Lisette Klaassen (NED) |
| 15' Fu Baorong 1-0 60' Ma Yibo 2-1 |       | 24' Otte 1-1 64' Müller 2-2 66' Otte 2-3 | Sydney Scheidsrechters: Marelize de Klerk (RSA) Lisette Klaassen (NED) |

| 15 juli 20:05                                       |       |                |                                                                   |
| Argentinië                                          | 3 – 1 | Engeland       | Sydney Scheidsrechters: Julie Ashton-Lucy (AUS) Lee Keum-Ju (KOR) |
| 19' Garcia 1-1 30' Rebecchi 2-1 51' Barrionuevo 3-1 |       | 6' Herbert 0-1 | Sydney Scheidsrechters: Julie Ashton-Lucy (AUS) Lee Keum-Ju (KOR) |

| 16 juli 18:05                 |       |                                        |                                                                  |
| Nederland                     | 2 – 2 | Argentinië                             | Sydney Scheidsrechters: Lisa Roach (AUS) Marelize de Klerk (RSA) |
| 49' Lammers 1-1 54'Paumen 2-1 |       | 43' Barrionuevo 0-1 64'Barrionuevo 2-2 | Sydney Scheidsrechters: Lisa Roach (AUS) Marelize de Klerk (RSA) |

| 16 juli 20:05 |       |                                                           |                                                                 |
| Engeland      | 0 – 4 | Australië                                                 | Sydney Scheidsrechters: Miao Lin (CHN) Christiane Hippler (GER) |
|               |       | 13' Arrold 0-1 25'Eastham 0-2 38'Arrold 0-3 55' Munro 0-4 | Sydney Scheidsrechters: Miao Lin (CHN) Christiane Hippler (GER) |

| 18 juli 11:05                                                                |       |                 |                                                                        |
| China                                                                        | 4 – 1 | Engeland        | Sydney Scheidsrechters: Julie Ashton-Lucy (AUS) Lisette Klaassen (NED) |
| 23' Ma Yibo 1-0 40' Fu Baorong 2-0 52' Song Qingling 3-1 56' Zhao Yudiao 4-1 |       | 44' Herbert 2-1 | Sydney Scheidsrechters: Julie Ashton-Lucy (AUS) Lisette Klaassen (NED) |

| 18 juli 13:05                 |       |               |                                                                   |
| Australië                     | 2 – 1 | Nederland     | Sydney Scheidsrechters: Marelize de Klerk (RSA) Lee Keum-Ju (KOR) |
| 2' Eastham 1-0 43' Arrold 2-1 |       | 9' Paumen 1-1 | Sydney Scheidsrechters: Marelize de Klerk (RSA) Lee Keum-Ju (KOR) |

| 18 juli 15:05 |       |           |                                                         |
| Argentinië    | 0 – 0 | Duitsland | Sydney Scheidsrechters: Lisa Roach (AUS) Miao Lin (CHN) |
|               |       |           | Sydney Scheidsrechters: Lisa Roach (AUS) Miao Lin (CHN) |

## Eindstand voorronde
| № | Land       | WG | W | G | V | DV | DT | +/– | Punten |
| - | ---------- | -- | - | - | - | -- | -- | --- | ------ |
| 1 | Argentinië | 5  | 3 | 2 | 0 | 8  | 4  | +4  | 11     |
| 2 | Australië  | 5  | 3 | 1 | 1 | 10 | 4  | +6  | 10     |
| 3 | Nederland  | 5  | 2 | 2 | 1 | 7  | 6  | +1  | 8      |
| 4 | Duitsland  | 5  | 2 | 1 | 2 | 6  | 6  | 0   | 7      |
| 5 | China      | 5  | 1 | 1 | 3 | 9  | 9  | 0   | 4      |
| 6 | Engeland   | 5  | 0 | 1 | 4 | 5  | 16 | −11 | 1      |

## Play-offs
Vijfde en zesde plaats
| 19 juli 10:05 |       |          |                                                                       |
| China | 7 – 0 | Engeland | Sydney Scheidsrechters: Christiane Hippler (GER) Wendy Stewsart (CAN) |
| 3' 1-0 27' Ren Ye 2-0 31' Ren Ye 3-0 37' Song Qingling 4-0 52' Fu Baorong 5-0 53' Fu Baorong 6-0 58' Xing Qian 7-0 |       |          | Sydney Scheidsrechters: Christiane Hippler (GER) Wendy Stewsart (CAN) |

Troostfinale
| 19 juli 12:35                                                               |       |                                 |                                                                  |
| Nederland                                                                   | 5 – 2 | Duitsland                       | Sydney Scheidsrechters: Julie Ashton-Lucy (AUS) Lisa Roach (AUS) |
| 9' Hoog 1-0 14' Paumen 2-0 21' Agliotti 3-0 25' Agliotti 4-0 29' Paumen 5-1 |       | 27' Hoffmann 4-1 34' Keller 5-2 | Sydney Scheidsrechters: Julie Ashton-Lucy (AUS) Lisa Roach (AUS) |

Finale
| 19 juli 15:05 |                           |           |                                                                |
| Argentinië    | 0 – 0 4 – 3 (Strafballen) | Australië | Sydney Scheidsrechters: Marelize de Klerk (RSA) Miao Lin (CHN) |
|               |                           |           | Sydney Scheidsrechters: Marelize de Klerk (RSA) Miao Lin (CHN) |

## Eindstand
1. Argentinië
2. Australië
3. Nederland
4. Duitsland
5. China
6. Engeland

## Topscorers
- In onderstaand overzicht zijn alleen de speelsters opgenomen met drie of meer treffers achter hun naam.

| № | Naam             | Land       | Goals | SC | SB |
| - | ---------------- | ---------- | ----- | -- | -- |
| 1 | Maartje Paumen   | Nederland  | 5     |    |    |
| 2 | Noel Barrionuevo | Argentinië | 4     |    |    |
|   | Fu Baorong       | China      | 4     |    |    |
|   | Marilyn Agliotti | Nederland  | 4     |    |    |
| 5 | Nicole Arrold    | Australië  | 3     |    |    |
|   | Casey Eastham    | Australië  | 3     |    |    |
|   | Ma Yibo          | China      | 3     |    |    |
|   | Song Qingling    | China      | 3     |    |    |

Mannen:
Lahore 1978 ·
Karachi 1980 ·
Karachi 1981 ·
Amstelveen 1982 ·
Karachi 1983 ·
Karachi 1984 ·
Perth 1985 ·
Karachi 1986 ·
Amstelveen 1987 ·
Lahore 1988 ·
Berlijn 1989 ·
Melbourne 1990 ·
Berlijn 1991 ·
Karachi 1992 ·
Kuala Lumpur 1993 ·
Lahore 1994 ·
Berlijn 1995 ·
Chennai 1996 ·
Adelaide 1997 ·
Lahore 1998 ·
Brisbane 1999 ·
Amstelveen 2000 ·
Rotterdam 2001 ·
Keulen 2002 ·
Amstelveen 2003 ·
Lahore 2004 ·
Chennai 2005 ·
Barcelona 2006 ·
Kuala Lumpur 2007 ·
Rotterdam 2008 ·
Melbourne 2009 ·
Mönchengladbach 2010 ·
Auckland 2011 ·
Melbourne 2012 ·
Bhubaneswar 2014 ·
Londen 2016 ·
Breda 2018
Vrouwen:
Amstelveen 1987 ·
Frankfurt 1989 ·
Berlijn 1991 ·
Amstelveen 1993 ·
Mar del Plata 1995 ·
Berlijn 1997 ·
Brisbane 1999 ·
Amstelveen 2000 ·
Amstelveen 2001 ·
Macau 2002 ·
Sydney 2003 ·
Rosario 2004 ·
Canberra 2005 ·
Amstelveen 2006 ·
Quilmes 2007 ·
Mönchengladbach 2008 ·
Melbourne 2009 ·
Nottingham 2010 ·
Amstelveen 2011 ·
Rosario 2012 ·
Mendoza 2014 ·
Londen 2016 ·
Changzhou 2018